# Steins;???
Pour les articles homonymes, voir Steins.
Steins;??? (titre provisoire), est un jeu vidéo en développement par Chiyomaru Studio et Mages. Il s'agit d'une suite thématique de Steins;Gate (2009) et fait partie de la série Science Adventure. Il était auparavant nommé sous le titre de travail Steins;God.

## Aperçu
Steins;??? est une suite thématique de Steins;Gate (2009) et fait partie de la série Science Adventure. Les développeurs décrivent le jeu comme étant l'équivalent de ce qu'est Chaos;Child pour Chaos;Head mais pour Steins;Gate,. Les personnages de Steins;Gate devrait apparaître dans Steins;???, ainsi que de nouveaux,.

## Développement
Steins;??? est en développement par Chiyomaru Studio et Mages. Il était initialement connu en interne sous le titre de travail Steins;God jusqu'à ce que le PDG des Mages, Chiyomaru Shikura, se décide à ne plus vouloir utiliser ce titre,. Shikura voulait créer quelque chose de nouveau avec Steins;??? car il considérait que Steins;Gate était complet après le jeu original et Steins;Gate 0 et pensait que d'autres jeux Steins;Gate seraient redondants. L'idée de créer un Steins;Gate calqué sur Chaos;Child vient du fait que, bien que Chaos;Child avait été mieux reçu que Steins;Gate il ne s'est vendu qu'à environ un dixième des exemplaires de Steins;Gate.
Shikura a évoqué le concept d'un jeu Steins;God dans une interview pour Famitsu en septembre 2018 et le producteur de la série Science Adventure Tatsuya Matsubara a fait comprendre qu'un nouveau jeu de la série était en développement en février 2019. Le jeu a finalement été annoncé par Mages lors de leur présentation de stratégie commerciale en direct en octobre 2020, la seconde moitié de son titre étant obscurcie,. Il est prévu qu'il soit publié par Mages, bien que la date de sortie et la plate-forme n'aient pas été révélées à ce moment-là.

## Voir également
- Steins;Gate
- Steins;Gate 0
- Mages (entreprise)